# VT坦克

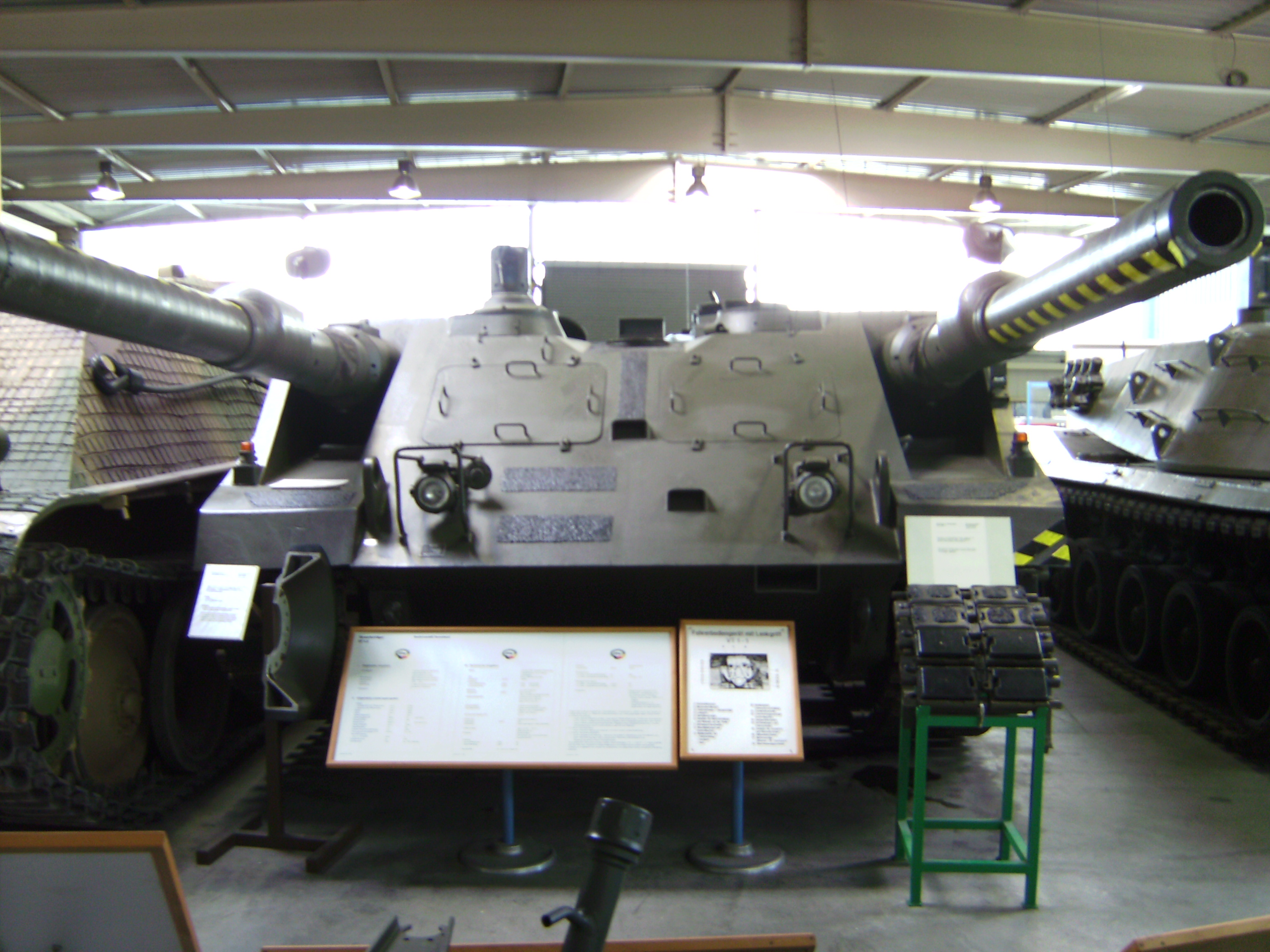
VT 1-2的正面裝甲

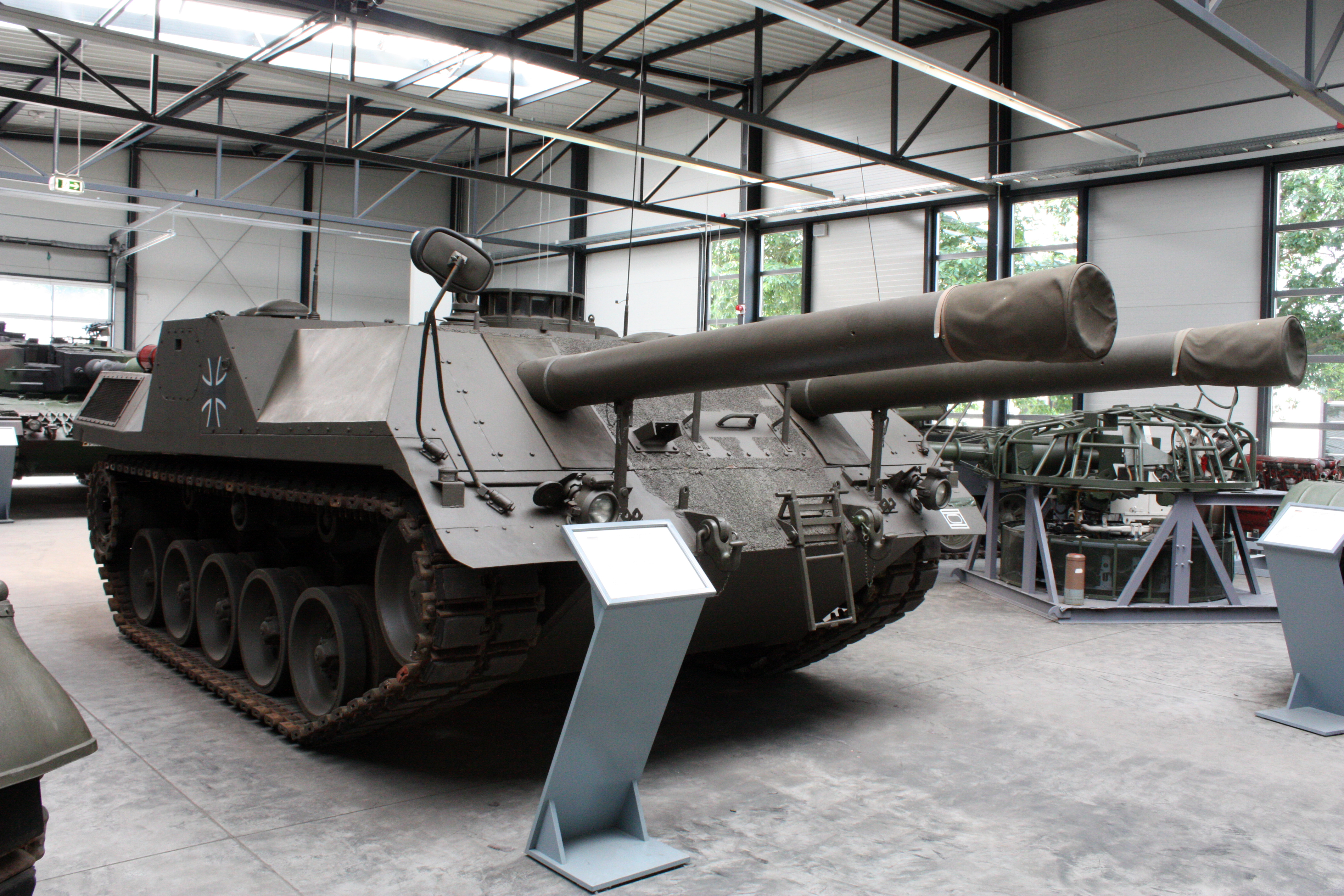
GVT 04

VT 1-2坦克（VT為德語「Versuchsträger」的縮寫，意為「測試平台」或「實驗載具」）是德國一款實驗型無炮塔、裝備兩門主炮的主力戰車，僅製造了兩輛原型車。自1970年代起，隨著豹1型坦克逐漸過時，西德境內的多家廠商開始積極投入下一代主力戰車的研發工作，而VT坦克便是其中一項設計。該設計的研發代號是「Kampfpanzer 3」（簡稱KPz 3，直譯為主力戰車3型）。KPz 3原先是英國與德國的共同研發計畫，但後來英國因為希望研製有炮塔的主力戰車而退出。 然而，此時的德國也早已開發出更為先進的豹2型坦克，因而認為沒有再研製另一款戰車的必要。參與研發工作的其中一家廠商是基爾機械製造廠，VT坦克的兩個主要衍生型VT 1-1及VT 1-2皆是該廠的研發成果。該研發計畫最後被終止，原因是即便雙主炮、無炮塔的主力戰車在技術上可行，但是其戰略價值及實用性最終都成為這款戰車的最大罩門。

## 歷史
第一輛VT坦克於1974年在基爾機械製造廠完工。一年後，基爾機械製造廠生產了VT坦克的第二個改型，VT 1-2坦克。隨後，為了測試機動性及兩門主炮的實用性，基爾機械製造廠又分別於1975年及1976年設計並建造了五輛GVT坦克（GVT為德語「Gefechtsfeldversuchträger」的縮寫，意為「戰場測試平台」）。

## 設計
VT 1-1坦克以遭取消的MBT-70坦克的底盤為基礎發展而成。由於沒有配備自動裝彈機，VT 1-1需要四名乘組員來操作它。所有的VT系列坦克都在一定程度上遵循了傳統德國驅逐戰車的設計，如火炮式坦克殲擊車。VT 1-2裝備了一具渦輪增壓引擎，可以持續輸出1,500PS（PS/Pferdestärke，德制功率單位，一PS約略等於0.986匹馬力，即約1,479匹馬力），並可以於短時間內輸出2,400PS（約2366匹馬力）。車體前方設有車長席、炮手席及駕駛席，其中駕駛席位於車長席及炮手席中間。西德軍方曾經將VT 1-2與豹2型坦克拿來比較，結果得出的結論是比起豹2，VT 1-2坦克沒有任何顯著的戰略優勢。豹2型坦克的首發命中率比VT坦克來的高，這是由於先進的射控系統所致。
VT坦克最初設計所欲達成的目標為：
- 以較短的反應時間增進雙管主炮的使用效率、首發命中率及較高的擊殺率。
- 裝備更有力的引擎及新的懸吊系統，從而達到更優秀的機動能力。
- 縮小乘員戰鬥室以便安裝更厚重的正面裝甲，並擁有側行能力，以增加戰場生存率。

VT 1-1坦克裝備了兩門105毫米線膛炮，並需以手動裝填。VT 1-2則裝備了兩門120毫米滑膛炮，並裝有一具一次可容納6發炮彈的自動裝填機。GVT並沒有安裝任何火炮，但它擁有兩具火炮模擬器。

## 型號
- VT 1-1 - 兩門105毫米線膛炮，需以手動裝填
- VT 1-2 - 兩門120毫米滑膛炮，裝有自動裝填機，引擎輸出功率亦有提升
- GVT 01 - GVT 05 -僅作測試用